# Frome
Pour les articles homonymes, voir Frome (homonymie).
Frome est une ville et une paroisse civile du Somerset, en Angleterre, traversée par la rivière du même nom (un affluent de l'Avon). Au moment du recensement de 2010, sa population était de 26 484 habitants.

## Histoire
Le trésor de Frome y a été découvert en avril 2010. Il s'agit d'un ensemble de plus de cinquante mille pièces de monnaie romaine du IIIe siècle et du début du IVe siècle.
Le roi d'Angleterre Edred y est mort le 23 novembre 955.
Jusqu'au milieu du XVIIe siècle, elle était la principale ville du Somerset, avant d'être reléguée au second plan par Bath.
Le paysagiste William Sawrey Gilpin (1761/62 - 4 avril 1843) a été consulté pour l'aménagement des promenades, des lieux de plaisance et du parc de Marston Bigot, après la création, d'un hangar à bateaux et de trois pavillons en 1798.

## Personnalités
Frome est la ville natale de Jenson Button, champion du monde 2009 de Formule 1.

## Jumelages
- Château-Gontier (France)
- Murrhardt (Allemagne)